# Der Schlafwagen-Kontrolleur
Der Schlafwagen-Kontrolleur (Original Le Contrôleur des wagons-lits) ist eine Komödie in drei Akten von Alexandre Bisson von 1898.

## Inhalt
Monsieur Georges Godefroid lebt mit seiner Frau Lucienne und deren etwas schrägen Eltern im Pariser Quartier d’Auteuil. Er hat dazu noch eine Freundin Rosine in Nangis. Um diese ungestört besuchen zu können, erzählt er seiner Familie, dass er eine Tätigkeit als Schlafwagenkontrolleur angenommen habe und deshalb drei Tage in der Woche unterwegs sei. Der Familie der Freundin erzählt er die gleiche Geschichte. Zu Hause versteckt er ein Grammophon im Zimmer, aus dem der Erzengel Michael zur Schwiegermutter spricht und ihr Dinge aufträgt, die ganz im Sinne des Schwiegersohns sind. Die Anwesenden sinken vor Ehrfurcht in die Knie.
Es gibt einen tatsächlichen Schlafwagenkontrolleur Alfred Godefroid, der in Auteuil erscheint und sich über den Missbrauch seines Namens beschwert. Er verliebt sich dabei in die Ehefrau Lucienne. Sie beschließen, dem falschen Schlafwagenkontrolleur auf die Schliche zu kommen. Das Grammophon wird entdeckt und erzählt beim nächsten Heimbesuch von Georges Godefroid plötzlich ganz andere Dinge. Dieser glaubt, Halluzinationen zu haben, was von den anderen beabsichtigt war. Schließlich geht er mit einem Siphon auf den vermeintlichen Geist der Schwiegermutter los und gesundet.
Am Ende kehrt Georges Godefroid reumütig zu seiner angeheirateten Familie zurück. Der tatsächliche Schlafwagenkontrolleur Alfred Godefroid heiratet dafür dessen vormalige Geliebte Rosine.
Eine turbulente Komödie mit vielen Verwechslungen und unerwarteten Wendungen.

## Geschichte
Der französische Lustspielautor Alexandre Bisson schrieb diese Komödie etwa 1897. Am 11. März 1898 wurde sie erstmals im Théâtre des Nouveautés in Paris aufgeführt.
Am 14. Januar 1899 fand die deutsche Erstaufführung im Residenztheater Berlin unter der Regie von Sigmund Lautenburg mit Richard Alexander statt. Sie wurde mit 278 Aufführungen die erfolgreichste Inszenierung des Theaters.
Die Komödie wurde sehr erfolgreich in vielen Theatern in Frankreich, Deutschland und anderen Ländern gespielt. 

## Bearbeitungen
Filme
Es sind drei Verfilmungen bekannt, teilweise mit stark verändertem Inhalt
- Le contrôleur des wagons-lits, 1912, Frankreich
- Le contrôleur des wagons-lits/Der Schlafwagenkontrolleur, 1935, Frankreich/Deutschland, Regie Richard Eichberg, stark veränderter Inhalt
- Der Schlafwagenkontrolleur, 1971, TV-Film für das ZDF, Regie Heinz Schirk, mit Alfred Böhm, Christiane Hörbiger

Operette
- Der Mann mit den drei Frauen, Operette von Franz Lehár, Libretto Julius Bauer (nach Le contrôleur des wagons-lits), UA 21. Januar 1908 Theater an der Wien

## Textfassungen
Französische Texte
- Le contrôleur des wagons-lits. Comédie en trois actes, Paris [1898?], mehrere Neuauflagen Digitalisat
- Le contrôleur des wagons-lits. Roman, von Alexandre Bisson

Deutsche Übersetzungen
- Der Schlafwagenkontrolleur. Schwank in drei Akten, deutsch von Benno Jacobsen (Jacobson), spätestens 1906
- Der Schlafwagenkontrolleur. Schwank in drei Akten, deutsch von Benno Jacobsen, neu bearbeitet von Harald Paulsen, 1949